# Камбоджийско-голландская война
Камбоджи́йско-голла́ндская война́ — вооружённый конфликт, проходивший в 1643—1644 годах между Королевством Камбоджа и Голландской Ост-Индской компанией.
Конфликт спровоцировал переворот 1642 года, в результате которого на камбоджийский престол взошёл мусульманин Раматипади I (Султан Ибрагим). В 1643 году он учинил расправу над голландскими купцами в Пномпене, а в 1644 году приказал захватить все голландские корабли, находившиеся в камбоджийских портах.
В ходе сражений на реке Меконг 1643—1644 годов голландская эскадра оказалась разбита, командир флота убит, а несколько военных кораблей попали в руки камбоджийцев.

## Предыстория
К концу XVI — началу XVII веков в Камбодже появилось множество иностранных купцов. В 1637 году голландцами была основана первая фактория на берегах Меконга. В дальнейшем их влияние распространилось на всё Южно-Китайское море. Торговля велась в основном между Камбоджей и Японией. С 1641 года португальским судами стало запрещено торговать в японских водах, в то время как на китайцев и голландцев этот запрет не распространялся. Пытаясь обойти запрет, португальцы переправляли свои товары на китайских судах.

### Переворот 1642 года
В 1642 году камбоджийский принц Понхея Тян при пособничестве мусульманских купцов из Малайи организовал свержение и убийство короля Анг Нона I. С их же помощью обратился из буддизма в ислам, изменив имя на Ибрагим и женился на малайской женщине. После вступления на престол новый король направил письмо генерал-губернатору Голландской Ост-Индской компании в Батавии — Антони ван Димену. В мае 1642 года в Камбоджу прибыл голландский эмиссар с двумя кораблями и поздравил короля с победой над узурпаторами, а также предостерёг его от влияния католической Испании и Португалии, которые имели влияние при предыдущих правителях и были врагами его страны.
Новоиспечённый монарх предоставил множество привилегий своим новым единоверцам, которые были в основном торговцами и боялись конкуренции с голландцами. Им удалось убедить короля разорвать отношения с последними.

## Ход событий

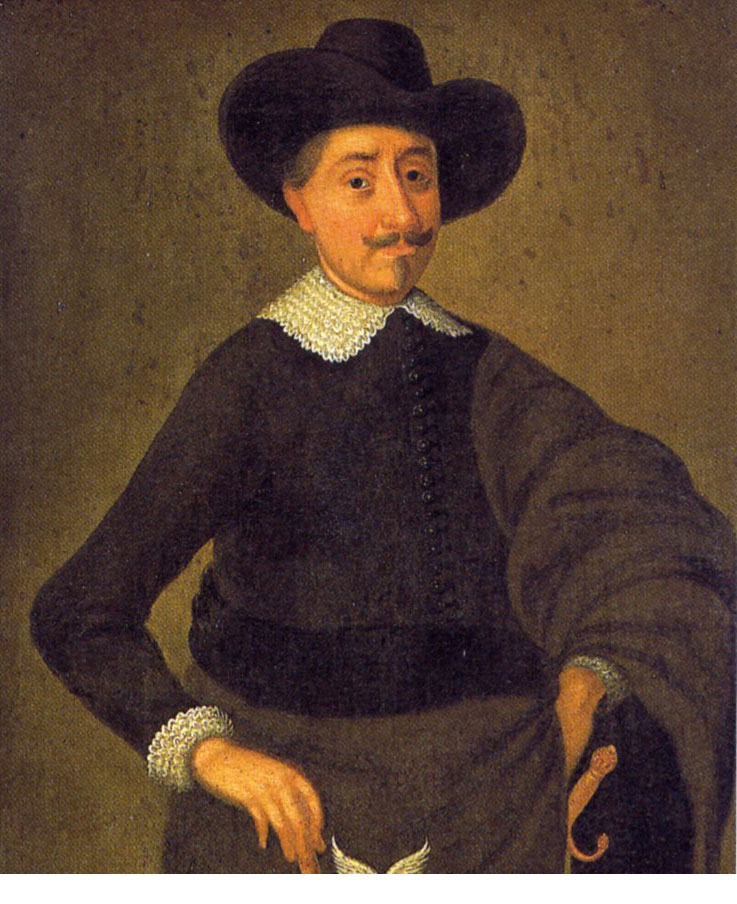
Антони ван Димен — генерал-губернатор Голландской Ост-Индии в 1636—1645 гг.

В 1642 году корабли Голландской Ост-Индской компании напали на две китайские джонки, проходившие в устье Меконга, конфисковав весь груз вместе с португальскими товарами. Король Камбоджи потребовал возместить португальцам ущерб, но голландцам удалось его подкупить.
При этом Питер ван Регемортес (нидерл. Pieter van Regemortes), — начальник Голландской Ост-Индской компании в Камбодже, — получил от камбоджийского монарха предупреждение, что если подобное повторится вновь, то он будет затоптан разъярёнными слонами. Ван Регемортес на время отбыл в штаб-квартиру компании на Яве, где генерал-губернатор Антони ван Димен приказал ему вернуть уплаченную взятку обратно. Кроме того, голландцы хотели ареста виновных в гибели двух сотрудников компании, убитых во время драки в 1641 году.

### Резня 1643 года
Ван Регемортес отправился в Камбоджу с тремя военными кораблями. По прибытии он посовещался с начальником местного порта. Тот посоветовал ему смягчить свои требования. Король, по его словам, не собирался учинять расправу над голландцами, и, как ему казалось, обратно денег не вернёт. Однако Ван Регемортес не стал пересматривать свои требования. Также он получил тайное указание, что если камбоджийский монарх не выполнит требований, то Камбодже будет объявлена война. Ван Регемортесу необходимо было начать блокаду Меконга своими кораблями, чтобы Камбоджа не смогла вести через него торговлю.
27 ноября 1643 года Ван Регемортес направился на аудиенцию к королю Камбоджи. Он взял с собой двенадцать солдат для охраны, а также персонал компании. В их числе были: старший купец Гермен Браукман (нидерл. Hermen Brouckman), младший купец Бюэкой (нидерл. Buekoy), а также представители амстердамской знати. Прибыв в столицу страны, — город Удонг, — Ван Регемортес и его окружение попади в засаду камбоджийских войск и были зарублены саблями. После случившегося в тот же день, оставшиеся в Камбодже сотрудники Голландской Ост-Индской компании подверглись нападению со стороны малайцев и японцев.
Затем нападавшие направились к двум голландским судам — неподалёку были пришвартованы яхта «Рейсвейк» (нидерл. Rijswijck ) и флейт «Оранги-Бом» (нидерл. Orangie-Boom). Их команды ещё не знали о случившемся. Камбоджийцы дали понять, что хотят досмотреть суда, что бывало не раз. Поднявшись на борт, они убили часть экипажа — некоторым удалось спастись, прыгнув за борт и укрывшись на берегу. Когда выживших одолел голод, они выбрались из леса и тут же попали в плен — король объявил их рабами. В результате нападения компания потеряла около 50 солдат и гражданского персонала, ещё примерно 60 человек были обращены в рабство.
Третий голландский корабль бросил якорь к югу от Пномпеня. Его капитан, ещё не знал, что случилось с остальными, когда камбоджийцы попросили сойти его на берег. Однако он нашёл ситуацию подозрительной. Четверо китайцев, взошедших на борт, чтобы раздать рисовое вино и пиво, были схвачены и подвергнуты пыткам. Те признались, что прибыли по приказу короля и рассказали, что случилось с другими. Затем корабль отплыл в Батавию, вместе с пленниками, которых доставили на суд в Яву, где их снова подвергли пыткам и приговорили к смертной казни.

## Боевые действия
Генерал-губернатор Ван Димен и Совет Индий решили нанести ответный удар. 23 марта 1644 года эскадра из пяти кораблей под командованием капитана Хендрика Хараусе (нидерл. Hendricq Harouse) и его помощника Симона Якобсза Домпкенса (нидерл. Simon Jacobsz Dompkens) вышла из порта Батавии. Хараусе вёз с собой письмо от генерал-губернатора, в котором требовалась полная компенсация за потерю кораблей и людей, а также требовалось освободить порабощённых. Хараусе получил дальнейшее указание — отказаться от объявления войны и блокады Меконга; у него была свобода действий.
Четыре корабля эскадры прошли вверх по течению и в начале июня прибыли к фактории Голландской Ост-Индской компании, что примерно в двадцати километрах от Пномпеня. Капитану Хараусе не разрешили передать королю письмо генерал-губернатора. Хараусе решил, что из-за этого он не сможет формально объявить войну, хотя видел как камбоджийцы готовятся к сражению. Он решил спуститься по реке, но его суда были остановлены в Пномпене двумя понтонными мостами, недавно проложенными над водой. Они были покрытыми терновыми кустами, в которых укрывались камбоджийские солдаты.
Битва началась 12 июня 1644 года и шла с рассвета до пяти часов дня. Первый понтонный мост (на рис. изображён слева) был шириной в два рода, толщиной ½ род и длиной в 50—60 род — его удалось протаранить судами, однако второй оказался усилен длинной железной цепью. В ходе сражения Хараусе был убит выстрелом пушки с берега. Голландцы решили штурмовать второй мост с помощью шлюпа, но первая попытка оказалось неудачной — солдаты подверглись обстрелу, а моряки утонули. Вторая попытка оказалась успешной — цепь разрубили топорами. В итоге корабли голландцев прошли и второй понтонный мост, но с общей потерей в 62 человека. К концу дня уже насчитывалось 245 раненых, ещё 112 человек заболели — в общей сложности около половины всего экипажа.
Пятый корабль, — «Нордстар» (нидерл. Noordstar), — стоял в Мюскитенгате и уже начал блокаду Меконга. Судно подверглось нападению камбоджийской армады под командованием короля Раматипади на борту. Члены команды открыли по ним огонь из своих пистолетов, однако им не удалось отбиться и корабль пришлось бросить. В соответствии с соглашением оставшиеся голландские корабли были направлены в Тямпу, где прошла встреча с королём. Тот сообщил, что в боях на камбоджийской стороне погибла тысяча человек.

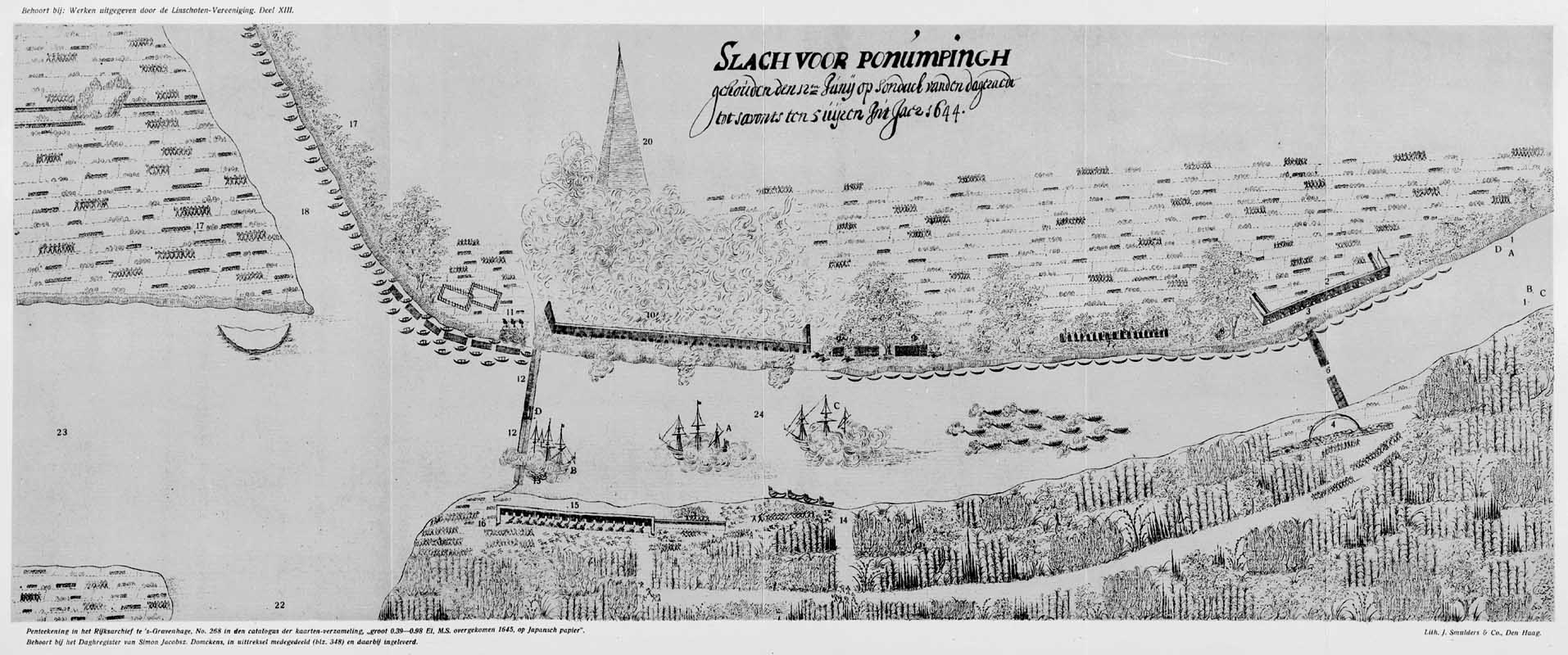
Четыре корабля Голландской Ост-Индской компании, участвовавшие в битве с камбоджийскими войсками:

 A  — «Леуэрик» (нидерл. Leeuwerick)  B  — флейт «Кивит» (нидерл. Kievith)  C  — «Ден Долфейн» (нидерл. Den Dolphijn)  D  — яхта «Вакенде Буйе» (нидерл. Wakende Boeye), находится прямо за «Кивитом»
С берега корабли эскадры находятся под пушечным огнём. Река вниз по течению (12) все ещё перекрыта понтонным мостом. Справа от кораблей находится армада камбоджийских пирог. Сооружение, напоминающее обелиск (20), — монастырь Ват Пном. Вокруг него находится город Пномпень (схематически изображён как клубы дыма).

## Последствия
По возвращении в Батавию Ван Димен приказал предпринять новую более масштабную атаку на Камбоджу, для которой ему требовалась помощь короля Сиама. Однако её осуществлению помешала смерть генерал-губернатора в апреле 1645 года, а его преемник, — Корнелис ван дер Лейн, — находил такую экспедицию слишком дорогой и опасной. Он лишь выступил с предложением освободить пленённых, на что камбоджийский король согласился. После примерно трёх лет рабства все оставшиеся в живых, в общей сложности 29 человек, были доставлены в Батавию на захваченных камбоджийцами «Рейсвейке» и «Оранги-Бом».
Официально мирный договор между странами был заключён 8 июля 1656 года. В 1658 году Султан Ибрагим был свергнут вьетнамскими князьями Нгуен по просьбе его братьев, остававшихся буддистами. В 1670-е годы голландцы покинули все торговые посты, которые они сохранили в Камбодже после резни 1643 года. После поражения голландцев европейское влияние в Камбодже восстановилось лишь спустя два столетия.